# Pseudostegana lacrymaria
Pseudostegana lacrymaria är en tvåvingeart som först beskrevs av Toyohi Okada 1982.  Pseudostegana lacrymaria ingår i släktet Pseudostegana och familjen daggflugor. Inga underarter finns listade i Catalogue of Life.